# Eduardo Ortiz de Landázuri
Eduardo Ortiz de Landázuri Fernández de Heredia (Segovia, 31 de octubre de 1910-Pamplona, 20 de mayo de 1985) fue un médico y profesor universitario español.

## Primeros años
Hijo de Manuel Ortiz de Landázuri García y de Eulogia Fernández de Heredia y Gastañaga. Tuvo tres hermanos: Manuel, Francisco de Asís y Guadalupe. Cursó el bachillerato en Madrid (Colegio de los Padres Agustinos e Instituto Cardenal Cisneros) y Segovia (Instituto de Enseñanza Media). Lo interrumpió para preparar, en la Academia Suances de Madrid, el ingreso en la Escuela Naval, que no logró. Terminó el bachillerato en 1926. 
Inició los estudios universitarios en Madrid en octubre de 1926. Realizó el curso preparatorio en la Facultad de Ciencias de la calle de San Bernardo, y en 1927 se incorporó a la Facultad de Medicina en la calle Atocha. Concluyó la licenciatura de Medicina en Madrid en 1933.
Siendo estudiante de Medicina ganó por oposición la plaza de alumno interno del laboratorio de Parasitología en la Cátedra del doctor Pittaluga Fattorini. Ejerció desde 1931 la vicepresidencia de la Asociación Profesional de Estudiantes de Medicina, promovida por la Federación Universitaria Escolar (FUE).
Obtuvo en 1934 el octavo puesto en las oposiciones al cuerpo de Médicos de Prisiones, pero no se le asignó plaza.
Becado por la Junta de Ampliación de Estudios realizó, en 1935, una estancia en la Universidad alemana de Fráncfort del Meno.
Se incorporó en 1935 al Hospital Nacional de enfermedades infecciosas, en el que ganó por oposición una plaza de médico interno.

## La Guerra Civil
Durante la guerra civil fue teniente médico del ejército republicano, en el que ejerció varios destinos en Madrid.
En abril de 1937 se afilió a Falange Española en la clandestinidad.
Al terminar la contienda fue sometido a un proceso de depuración ante el consejo de guerra correspondiente, del que resultó absuelto «con todos los pronunciamientos favorables».
En 1939 se le asigna un destino en la Dirección General de Prisiones, como médico responsable de la situación sanitaria de los centros penitenciarios. En 1940 se adscribe a la clínica del profesor don Carlos Jiménez Díaz en el Hospital Clínico de San Carlos.
En junio de 1941 contrajo matrimonio con Laura Busca Otaegui, licenciada en Farmacia y natural de Zumárraga. La boda se celebró en el santuario guipuzcoano de Nuestra Señora de Aránzazu. El matrimonio tuvo siete hijos.

## Vida Académica

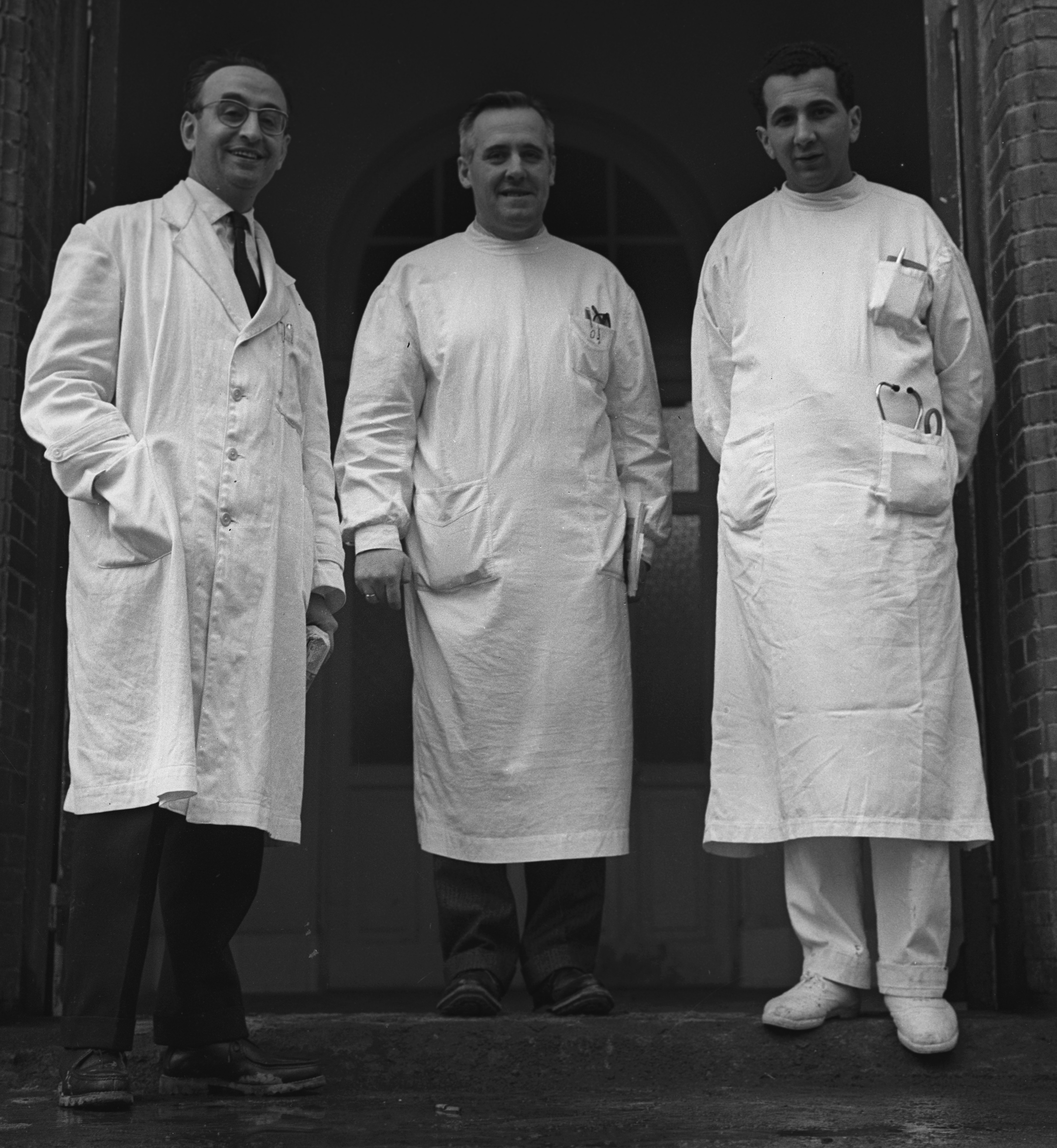
Los doctores Juan Antonio Paniagua, Eduardo Ortiz de Landázuri y José Luis Arroyo Carreras, en la puerta del pabellón F.

Por oposición, consiguió con el número uno —en 1944— la plaza de jefe clínico del Hospital General de Madrid. Ese mismo año presentó su tesis doctoral sobre «Enfermedad de desnutrición. Observaciones sobre masas de población mal alimentadas», que obtuvo la calificación máxima.
Ganó la cátedra de Patología General de la Facultad de Medicina de Cádiz, dependiente de la Universidad de Sevilla, en 1946. En el mismo año, por concurso de traslado accedió a la misma cátedra en la Universidad de Granada.
En 1951 fue nombrado decano de la Facultad de Medicina de Granada; y al año siguiente, por concurso de traslado obtuvo la cátedra de Patología Clínica y Médica de esa Facultad.
Desempeñó, por poco tiempo, el cargo de vicerrector de la Universidad de Granada en 1958. En octubre de ese mismo año se trasladó a Pamplona, para incorporarse, como profesor ordinario de Patología y Clínica Médica, a la Escuela de Medicina del Estudio General de Navarra. Desempeñó también una jefatura de servicio de Medicina Interna en el Hospital de Navarra.
Fue decano de la Facultad de Medicina de la Universidad de Navarra en dos periodos (1962-1966) y (1969-1978); y vicerrector de la Universidad (1966-1969).
Ejerció la Presidencia de la Asociación de Amigos de la Universidad de Navarra desde 1978 hasta su muerte.
Fue director del Centro de Investigaciones Metabólicas de Granada y del Centro Coordinado de Investigaciones Médicas de Pamplona, consejero del Consejo Superior de Investigaciones Científicas, miembro de la Sociedad Española de Medicina Interna –de la que fue presidente–, miembro de la Real Sociedad de Medicina de Gran Bretaña, y de la Sociedad Francesa de Gastroenterología, miembro honorario de la Asociación Argentina de Farmacología y Terapéutica Experimental, y académico de Número de la Academia de Medicina de Granada.
Fue promotor y miembro del Hospital Comarcal de Estella (Navarra); y la Diputación Foral de Navarra le nombró vicepresidente de la Comisión Técnica para apoyar la investigación médica (1981).
Ejerció la enseñanza de la Medicina durante treinta y cinco cursos académicos, y formó a otras tantas promociones de médicos en Granada y Navarra.

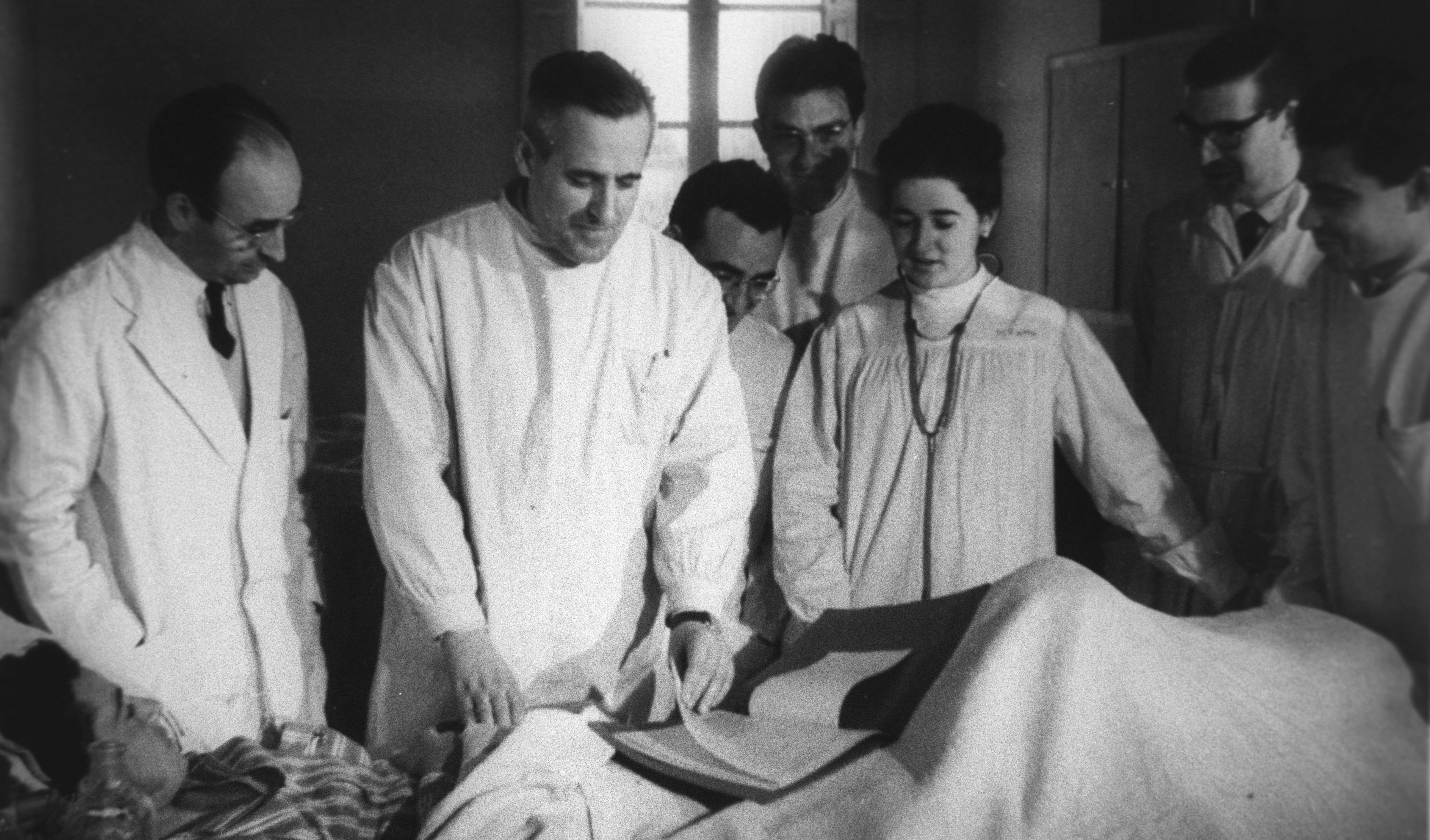
Prácticas de Alumnos de Medicina (Universidad de Navarra) con Doctores Eduardo Ortiz de Landázuri, Juan Antonio Paniagua, Federico Conchillo Teruel, José Javier Viñes, María Jesús de Meer, Jorge Alas Cañas y Antonio Vázquez.

En su actividad como médico, ejercida durante cincuenta años –desde que concluyó sus estudios– en el Hospital Nacional, el cuerpo de Médicos de Prisiones, el Hospital Clínico de San Carlos, y el Hospital General de Madrid, los Hospitales de San Juan de Dios, San Lázaro y San Cecilio en Granada, el Hospital de Navarra, la Residencia Sanitaria Virgen del Camino de la Seguridad Social, y la Clínica Universitaria de Navarra, y en sus consultas privadas de Madrid y Granada, pasaron por sus manos aproximadamente quinientos mil enfermos.
Falleció en Pamplona, el 20 de mayo de 1985. El 13 de diciembre se celebró un acto académico en su memoria. Al final de su vida, había dirigido 37 tesis doctorales y contaba con más de doscientas publicaciones y cerca de cien conferencias.

## Premios y distinciones
- Cruz de Sanidad
- Gran Cruz de Alfonso X el Sabio
- Cruz del Mérito Civil de la República Federal de Alemania.
- Colegial de Honor del Colegio de Médicos de Navarra (1984).
- Premio «Couder y Moratilla» de la Real Academia Nacional de Medicina (1985)
- Miembro de honor de la Universidad de Navarra (1984)
- Medalla de Oro de la Universidad de Navarra (1985), a título póstumo.

## Causa de Canonización
Murió con fama de santidad. El 11 de diciembre de 1998, el Arzobispo de Pamplona decretó la introducción de su causa de canonización y en esta fecha se llevó a cabo la primera sección del proceso diocesano de su vida, virtudes y fama de santidad. Toda la investigación se completó el 28 de mayo de 2002 y tras obtener el Decreto de validez del proceso, se preparó la Positio, que fue enviada a la Congregación para las Causas de los Santos en Roma (mayo de 2007).

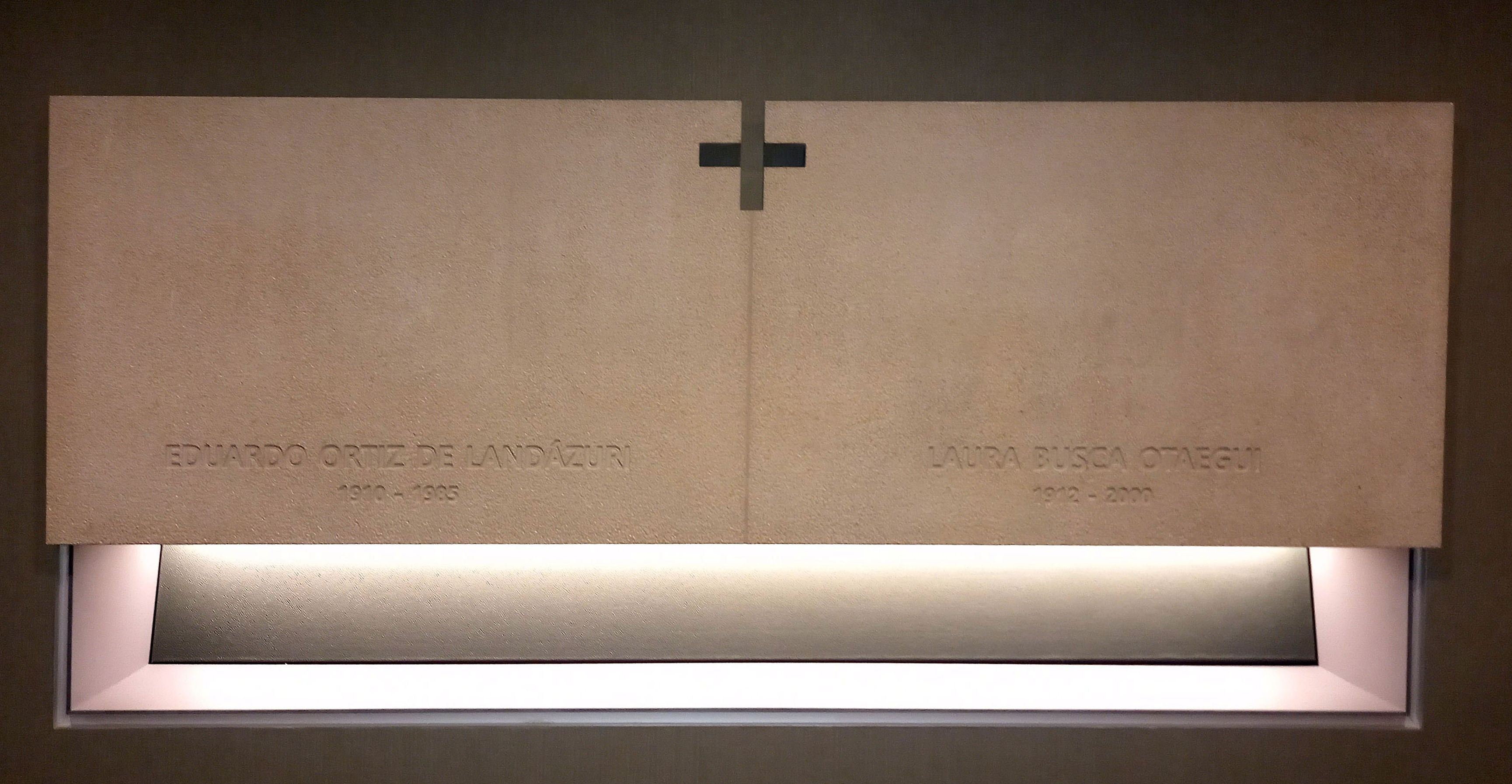
La lápida de la tumba de Eduardo Ortiz de Landazuri y de su esposa Laura Busca, se encuentra en la capilla pequeña de la Clínica de la Universidad de Navarra, donde se trasladaron los restos el 31 de mayo de 2024.